# Proporczykowiec nakrapiany
Proporczykowiec nakrapiany (Fundulopanchax filamentosus) – gatunek słodkowodnej ryby karpieńcokształtnej z  rodzaju Fundulopanchax należący do rodziny Nothobranchiidae. Bywa hodowany w akwariach.

## Występowanie
Występuje w zachodniej Afryce w dorzeczu rzek Mono (Togo), Niger, Ogun, Ouémé (Benin, wpadających do Zatoki Gwinejskiej.
Żyje w wodach płytkich, gdzie w trudnych warunkach potrafi przebywać w wodzie o niskim stanie i bardzo małej zawartości tlenu.

## Charakterystyka
Ciało wysmukłe o niebiesko błękitnym zabarwieniu. Na jego tle występują małe czerwone plamy. Wzdłuż płetw biegnie malinowy pasek.  Płetwy na obrzeżach są czerwone, dodatkowo na płetwie ogonowej i grzbietowej występują czerwone kropki.
Gatunek odporny na długotrwały brak pożywienia. Dorasta do 4–5 cm długości, samica nieco mniejsza. W akwarium żyją nie dłużej niż 2,5 roku.

## Dymorfizm płciowy
Samiec bardziej barwny, Jego płetwy - ogonowa i odbytowa są bardzo wydłużone.

## Warunki w akwarium
| Zalecane warunki w akwarium | Zalecane warunki w akwarium      |
| --------------------------- | -------------------------------- |
| Zbiornik                    | średni (min. 50 cm)              |
| Temperatura wody            | 20-24°C                          |
| Twardość wody               | miękka                           |
| Skala pH                    | 5,5-6,5                          |
| Pokarm                      |                                  |
| Uwagi                       | wyłącznie żywy, suchy niechętnie |

## Wymagania hodowlane
Z charakteru ryba spokojna, przebywająca w części środkowej i przydennej akwarium. Lubi przebywać wśród roślin dających im schronienie.

## Rozmnażanie
Trudne, należy do gatunków ryb problemowych. Tarło odbywa się w małym zbiorniku o wodzie kwaśnej i miękkiej z podłożem z torfu. Ikra drobna, wylęg narybku następuje po 5–6 tygodniach. Pierwszym pokarmem są pierwotniaki, w następnej kolejności oczliki, siekany rurecznik.
Dojrzałość płciową młode ryby osiągają po 4–6 miesiącach.